# Xã Glaze, Quận Miller, Missouri
Xã Glaze (tiếng Anh: Glaze Township) là một xã thuộc quận Miller, tiểu bang Missouri, Hoa Kỳ. Năm 2010, dân số của xã này là 6.804 người.